# Zachary Stevens
Zachary Stevens (Tampa, 5 marzo 1966) è un cantante statunitense.

## Biografia
Zak entra nei Savatage per la registrazione di Edge of Thorns: primo album senza Jon Oliva dietro al microfono e ultimo con la presenza del compianto Criss, fratello di Jon.
Con la band registrerà altri tre album in studio, oltre a Edge of Thorns (1993): Handful of Rain (1994), Dead Winter Dead (1995) e The Wake of Magellan (1997).
Nel 2000 lascerà i Savatage per dedicare più tempo alla sua famiglia.
Attualmente è il cantante dei Circle II Circle da lui stesso fondati, con cui pubblica: Watching In Silence (2003), The Middle of Nowhere (2005), The Burden of Truth (2006), Delusion of Grandeur (2008), Consequence of Power (2010).
È stato inoltre ospite nel progetto Trans-Siberian Orchestra.
Nell'ottobre del 2019 canta nel brano di Holygold "Beyond".

## Discografia

### Savatage

#### Album studio
- Edge of Thorns (1993)
- Handful of Rain (1994)
- Dead Winter Dead (1995)
- The Wake of Magellan (1997)

#### Live
- Japan Live '94 (1994)

### Trans-Siberian Orchestra
- 1996 - Christmas Eve and Other Stories
- 1998 - The Christmas Attic

### Circle II Circle
- Watching In Silence (2003)
- The Middle Of Nowhere (2005)
- The Burden Of Truth (2006)
- Delusion Of Grandeur (2008)
- Consequence of Power (2010)